# アクターズプロモーション
株式会社アクターズプロモーションは、かつて存在した日本の芸能事務所。本項では、関連事務所の株式会社アクターズエージェンシーについても記述する。

## 概要
1983年、当時「田中プロモーション」に所属していた竜雷太と阿知波信介が同事務所を脱退し共同でアクターズプロモーションを設立。両事務所の所属タレントは100名近く存在する大所帯で、東京プレイハウスというタレントスクールを東京と名古屋で開いて新人育成にも取り組んでいた。所属俳優でもある竜雷太（本名：長谷川 龍男）が社長を務めていた時期もあった。
経営不振が伝えられていた最中、社長だった阿知波信介が2007年5月4日に鹿児島県霧島市の観光名所「犬飼滝」から遺体となって見つかり、事業継続が困難になったことから、破産を東京地方裁判所に申請、同月16日に破産手続開始決定を受けた。

## 破産申請時所属タレント

### アクターズプロモーション

#### 男性
- 竜雷太
- 左とん平
- あおい輝彦
- 池畑慎之介（ピーター）
- 黒部進
- 勝野洋
- 冨家規政
- 大森うたえもん
- ふとがね金太
- 広瀬哲朗
- 梅津栄
- 山本紀彦
- 三角八廊
- 浜田光夫
- 加納竜
- 桂菊丸
- 川野太郎
- 横光克彦
- 市川春猿
- 京晋佑

#### 女性
- 池上季実子
- 石田えり
- 麻丘めぐみ
- 吉本多香美
- 寿ひずる
- 姿晴香
- 二夜なお子
- 南麻衣子
- 神田陽子
- 和泉淳子
- 田中雅子
- 金井克子
- 鰐淵晴子
- 沢田亜矢子
- 二宮さよ子
- 藤田紀子 ※2008年12月に藤田憲子から改名
- 正司歌江

### アクターズエージェンシー
多岐川裕美の夫であった元俳優の阿知波信介が社長を務める。

#### 男性
- 冨家規政
- 津田英佑
- 大野哲生
- 夏原遼
- リュウ・ヒジュン
- 坂本和隆
- 松浦大樹
- 伹川衛治
- 友山裕之助
- 出口高司
- 稲川貴洋
- 篠木幸寿
- 高橋仁也
- 清水克也
- 飯尾武人
- 好光孝
- かしま冠
- 岩鬼安武
- 日野原智
- 中村銀次
- 佐藤尚宏
- 曽雌達人
- 加藤大祐
- 田中アキラ

#### 女性
- 吉本多香美
- 紫艶
- 松見早枝子
- 小崎さよ
- 坂本三佳
- 黒沢ひろ
- 吉田愛
- 朝倉亜実
- 門倉エリー
- 南まい
- 松田かほり
- 小森里子
- 落合由子
- 永田もえ
- 田中夕稀
- かとうまき
- 小山ゆうき
- 家村順子
- 北川佳世子
- 百合花
- Lisa
- 駒崎香織
- 藤緒佳子
- 園山真希絵
- 星野小百合
- 関彩
- 吉澤舞夏
- 安田貴和子
- 春井ユカ
- 樋口しげり
- 岩下夕子

## 過去の所属タレント
- 田武謙三
- 大前均
- 山田吾一（在籍中に死去）
- 石立鉄男
- 多岐川裕美
- 秋野暢子
- 小牧かやの
- 真由子（グランパパプロダクションに移籍後、現在はサラ・エンターテインメントに所属）
- 早勢美里
- 福家美峰
- 原江梨子（現：原めぐみ）
- 森田美恵
- ミッキー・カーチス
- 永田良輔
- 入江則雅
- 鳥居かほり（現在は矢島聰子事務所へ出戻り移籍）